# آسلی اردوغان
آسلی اردوغان (انگلیسی: Aslı Erdoğan; ۸ مارس ۱۹۶۷ – ) نویسنده‌ای ستایش‌شده، فعال حقوق بشر، ستون‌نویس روزنامهٔ اوزگور گوندِم و پیش‌تر روزنامهٔ رادیکال، زندانی سیاسی سابق و فیزیکدان ذرات اهل ترکیه است. دومین رمان او به زبان انگلیسی منتشر شده است و در مجموع، هشت کتاب از او به بیست زبان زندهٔ دنیا ترجمه شده‌اند.
آسلی اردوغان نویسندهٔ ادبیات و خالق هشت اثر از جمله رمان‌ها، داستان‌های کوتاه، مجموعه‌های نثر شاعرانه و مقالات است که به زبان‌هایی از جمله انگلیسی، فرانسوی و آلمانی ترجمه و توسط ناشرانی همچون اکت سود، پنگوئن آلمان و سیتی‌لایتز منتشر شده‌اند. او به عنوان ستون‌نویس در نشریات ملی و بین‌المللی مختلف فعالیت داشته و در سال ۲۰۱۶ به دلیل همکاری با روزنامهٔ طرفدار کردها اوزگور گوندِم دستگیر شد.
اردوغان جوایز متعددی در حوزهٔ ادبیات، هنر و حقوق بشر دریافت کرده است، از جمله جایزه سیمون دو بووار و جایزه صلح اریش ماریا رمارک. آثار او برای اجرای تئاتر اقتباس شده و در شهرهایی مانند میلان، گراتس و آوینیون به روی صحنه رفته است. همچنین، برخی از آثار او به باله کلاسیک، رادیو، فیلم کوتاه و در نهایت به اپرا تبدیل شده‌اند. او در حال حاضر در تبعید در آلمان زندگی می‌کند.

## سال‌های اولیه
آسلی اردوغان در استانبول متولد شد. او در سال ۱۹۸۳ از کالج رابرت و در سال ۱۹۸۸ از دانشکده مهندسی کامپیوتر دانشگاه بغازیچی فارغ‌التحصیل شد. از سال ۱۹۹۱ تا ۱۹۹۳ به‌عنوان فیزیکدان ذرات در سرن فعالیت کرد و در نتیجهٔ پژوهش‌های خود، مدرک کارشناسی ارشد فیزیک را از دانشگاه بغازیچی دریافت کرد. او پژوهش‌هایی را برای مقطع دکتری در ریو دو ژانیرو برزیل آغاز کرد اما در سال ۱۹۹۶ به ترکیه بازگشت تا به‌صورت تمام‌وقت به نویسندگی بپردازد.

## حرفه نویسندگی
اولین داستان او، یادداشت وداع واپسین، در مسابقه نویسندگی یونوس نادی در سال ۱۹۹۰ جایزه سوم را به دست آورد. نخستین رمان او، کابوک آدم (مرد پوسته‌ای)، در سال ۱۹۹۴ منتشر شد و سپس در سال ۱۹۹۶، ماندارین معجزه‌آسا که مجموعه‌ای از داستان‌های کوتاه به‌هم‌پیوسته بود، منتشر گردید. داستان کوتاه او، پرندگان چوبی، در مسابقه‌ای که توسط رادیو دویچه وله در سال ۱۹۹۷ برگزار شد، جایزه اول را کسب کرد و دومین رمان او، شهر در شنل قرمز، جوایز زیادی در خارج از کشور دریافت کرد و به زبان انگلیسی نیز ترجمه شده است.
او از ۱۹۹۸ تا ۲۰۰۰ نماینده ترکیه در کمیته نویسندگان زندانی از انجمن جهانی قلم بود. همچنین، ستون‌نویسی به نام دیگران را برای روزنامهٔ ترکی رادیکال می‌نوشت که مقالات آن بعدها جمع‌آوری و در قالب کتابی به نام هنگامی که سفر به پایان می‌رسد منتشر شد.
او به‌طور گسترده سفر کرده و علاقه‌مند به انسان‌شناسی و فرهنگ مردم بومی قاره آمریکا است.
از دسامبر ۲۰۱۱ تا مه ۲۰۱۲، به دعوت خانه ادبیات زوریخ و بنیاد PWG، اردوغان به عنوان «نویسنده مقیم» در زوریخ حضور داشت.
او در سال ۲۰۱۶ «نویسنده مقیم» آیکورن در شهر کراکوف لهستان بود. پس از بازگشت به ترکیه، به نوشتن برای روزنامه طرفدار کردها اوزگور گوندِم ادامه داد.

## دستگیری

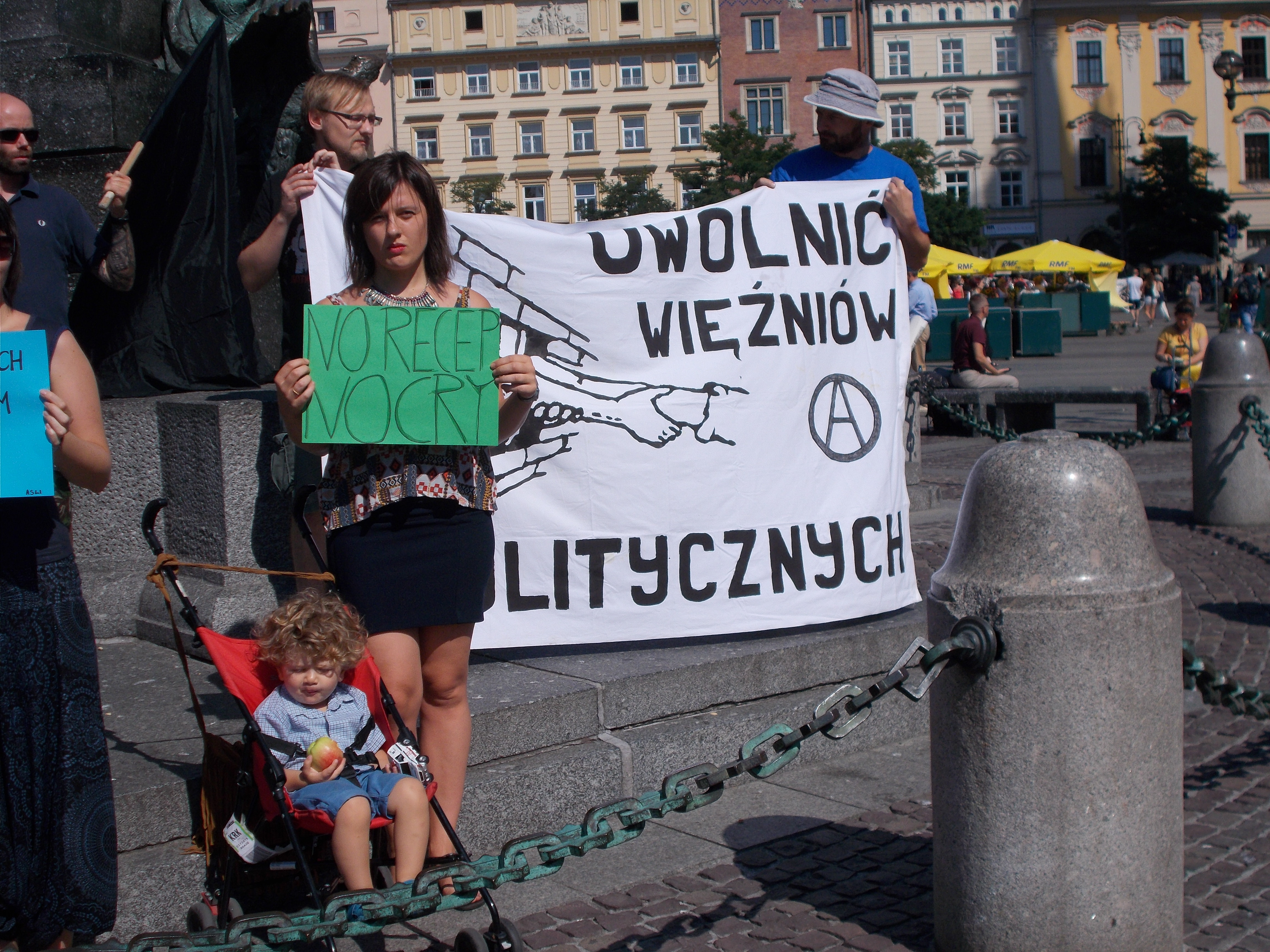
تظاهرات در حمایت از اردوغان، کراکوف سپتامبر ۲۰۱۶. روی این بنر نوشته شده بود «آسلی اردوغان و زندانیان سیاسی رژیم ترکیه را آزاد کنید.»

آسلی اردوغان در جریان یورش پلیس به دفتر روزنامه اوزگور گوندِم در ۱۶ اوت ۲۰۱۶، به دلیل عضویت در هیئت مشورتی این روزنامه دستگیر شد. در ۲۰ اوت، او به بازداشت پیش از جلسه دادرسی منتقل شد. پس از بسته شدن اوزگور گوندِم، روزنامه دموکراسی آزادی‌خواه (Özgürlükçü Demokrasi) جایگزین آن شد و ستونی روزانه با عنوان «دوستان آسلی» منتشر می‌کرد. پس از چهار ماه بازداشت، اردوغان با قرار وثیقه آزاد شد. در ژوئن ۲۰۱۷، پس از لغو ممنوعیت سفر، ترکیه را ترک کرد و به آلمان رفت، و هم‌اکنون در این کشور در تبعید زندگی می‌کند.